# Општина Појана Стампеј (Сучава)
Појана Стампеј (рум. Poiana Stampei) општина је у Румунији у округу Сучава.
Oпштина се налази на надморској висини од 909 m.